# Válečná fotografie

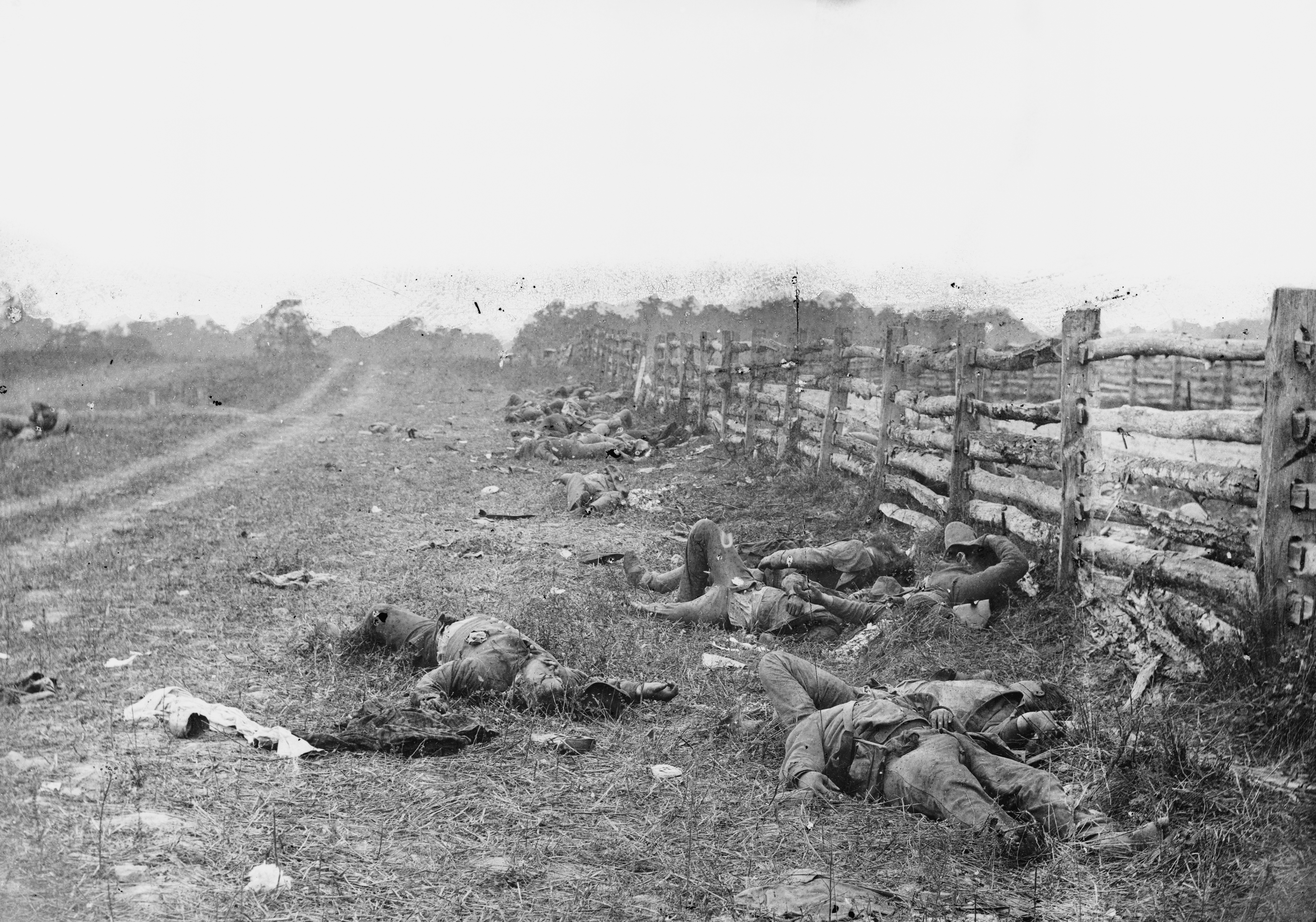
Bitevní pole Antietam, americká občanská válka, 1862, archiv kongresové knihovny American Memory collection

Válečná fotografie zaznamenává fotografie z vojenských konfliktů a život ve válečných oblastech. Zobrazuje hrůzy války včetně hrdinských lidských činů. Na rozdíl od malby a kresby z války, fotografie nejsou snadno zaměnitelné, i když v některých případech bylo dokázáno, že fotografové s předměty a zobrazovanou scénou manipulovali, což má za následek, že fotografie nemusí mít zcela objektivní charakter.

## Historie

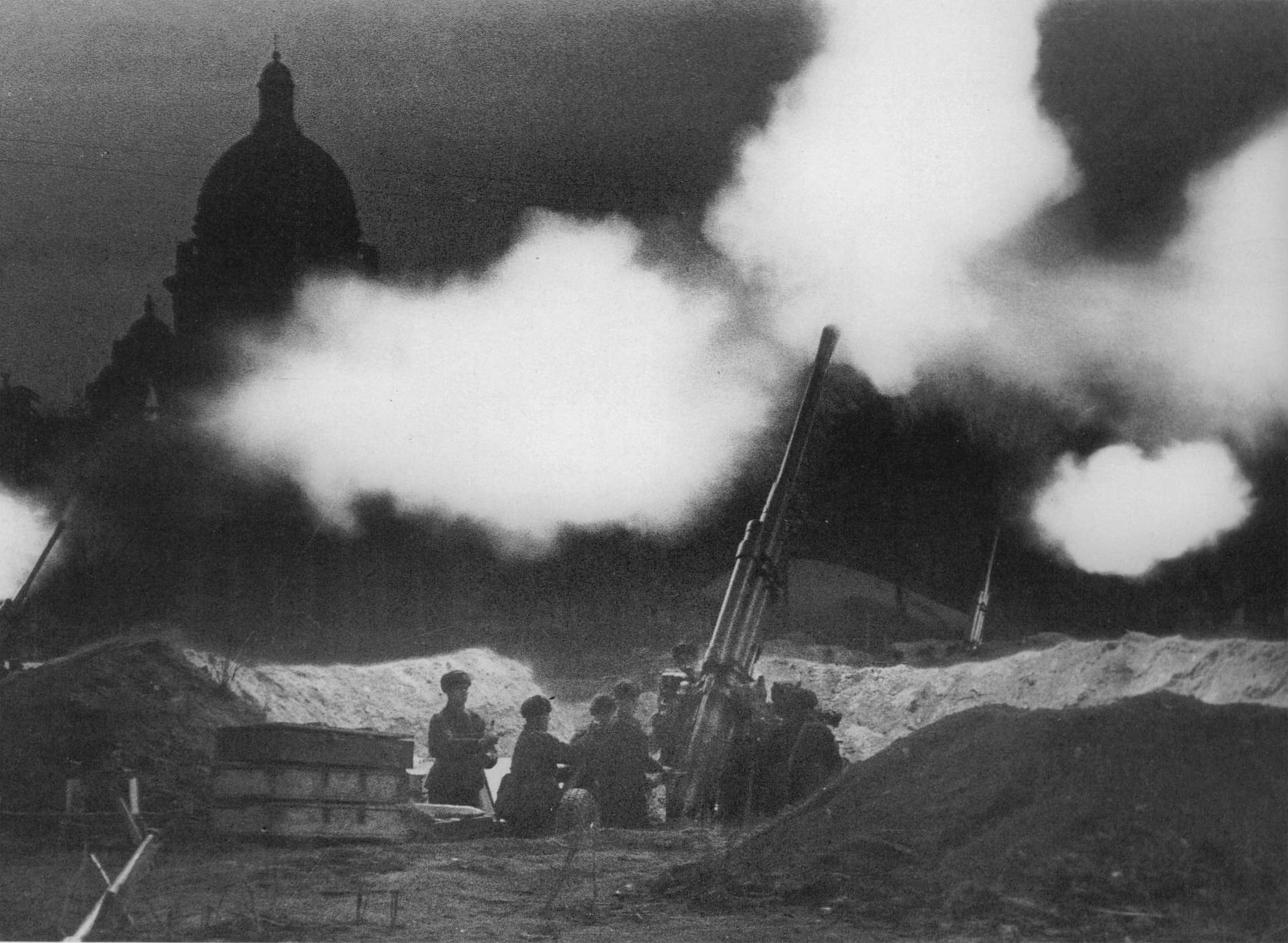
Válečný fotograf v roce 1941

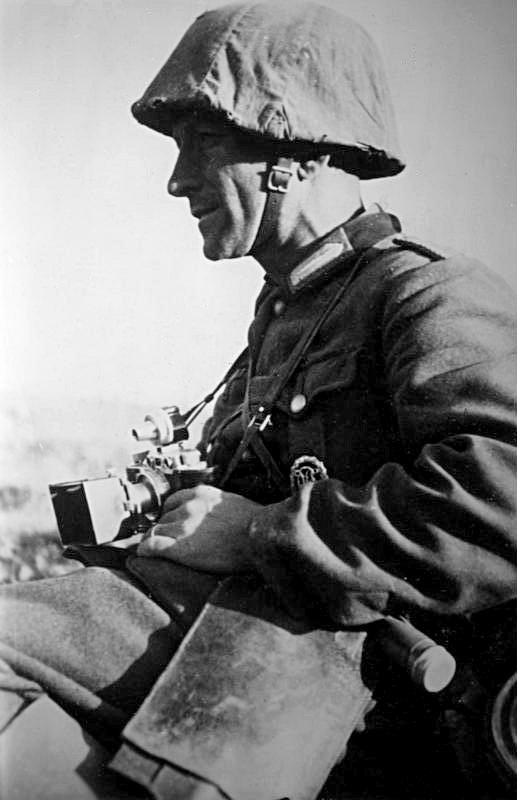
Válečný fotograf německého Wehrmachtu na východní frontě roku 1941

Vynález fotografie, který byl předložen pro veřejnost roku 1839, vedl k vytváření obrázků, které byly přesnou reprezentací světa.
Roku 1859 bylo předpovězeno, že fotografie by mohla vizuálně dokumentovat budoucí války, přesně dokumentovat bitvy, pevnosti, krajiny, vojáky a vojenské důstojníky.
Jak vysvětlil Louis Daguerre, vynálezce prvního komerčního fotografického procesu, obrazy vyrobené kamerou obscurou by byly "absolutní pravdou" a "nekonečně přesnější než jakýkoli obraz lidské ruky."
Fotografie skutečně byly použity pro zaznamenání historických událostí.
První systematicky fotografovanou válečnou událostí, o které byla veřejnost informována prostřednictvím zpráv posílaných telegrafem, byla krymská válka v letech 1853–1856. Nejvlivnějším reportérem byl zřejmě William Howard Russell z The Times, který si jako první novinář vysloužil označení „válečný zpravodaj“.
Prvním fotoreportérem byl Carol Szathmari, dalšími pak britští reportéři William Simpson z Illustrated London Sport, Roger Fenton, James Robertson a Felice Beato. Jejich obrázky byly tehdy v novinách otiskovány jako rytiny, protože tisk polotónových fotografií byl drahý. Díky jejich zprávám v britském tisku se rozšířila povědomost o všeobecné nekompetentnosti politického vedení války, což v lednu 1855 mohlo také přispět k pádu britské vlády. Daleko méně známý ve své době byl zpravodaj Sedmihradský Němec Károly Pap Szathmáry.
Kamei Koreaki byl významný japonský fotograf a jeden z prvních japonských válečných fotografů. Studoval v Anglii a v Německu a je známý svými fotografiemi z První čínsko-japonská války. Když v roce 1894 vypukla čínsko-japonská válka, podal žádost o vojenskou službu jako fotograf na hlavním velitelství, uspořádal fotografickou skupinu a stal se prvním japonským vojenským fotografem a pracoval až do května 1895. V této kampani bylo pořízeno více než 300 fotografií a byly vydány knižně.

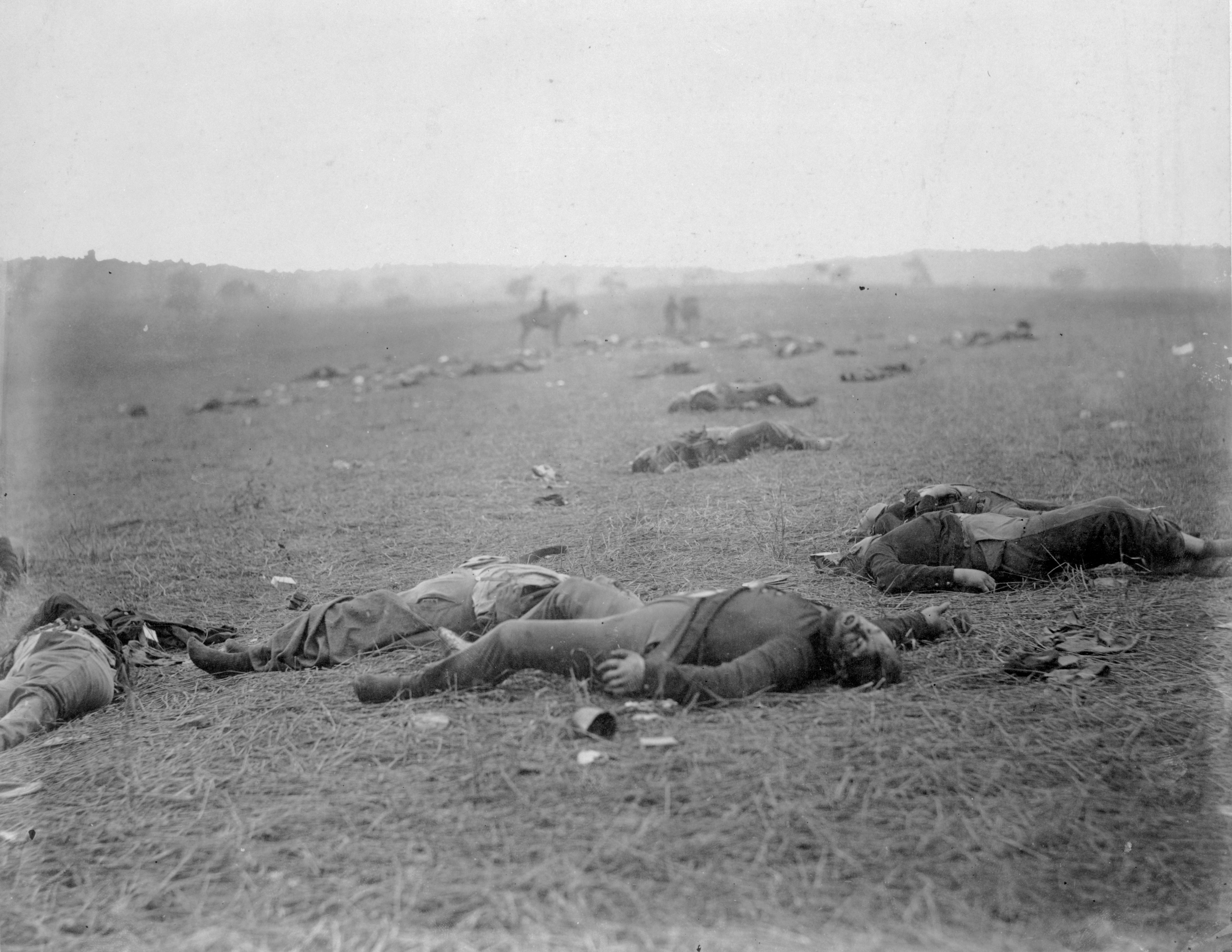
Sklizeň smrti: mrtví vojáci po bitvě u Gettysburgu v Pensylvánii, foto: Timothy H. O'Sullivan 5.–6. července, 1863

Bratři Alessandriové, Antonio (1818– 1893) a Francesco Paolo (1824–1889) patří mezi první válečné reportéry v Itálii, v roce 1862 fotografovali tábory Zouaves pontificaux a v roce 1867 rozsah bitvy u Mentana.
Zprávy z americké občanské války (1861–1865) dodával fotograf Mathew Brady, který si uvědomil historický význam války „Severu proti jihu“ pro budoucí generace a další osud země. Protože chtěl zachycovat průběh války na více bojištích, vytvořil ze svých asistentů několik týmů, které cestovaly s pojízdnými laboratořemi na různých frontách. Bradyho významným týmovým spolupracovníkem byl Alexandr Gardner, který se roku 1863 osamostatnil.
Gardner fotografoval většinou krátce po skončení bitev. Nevyhýbal se ani detailním pohledům na mrtvé. Později se však ukázalo, že nejméně jedna Gardnerova fotografie je zmanipulovaná. V roce 1961 Frederic Ray z magazínu Civil War Times srovnával několik Gardnerových fotografií, na kterých byli dva mrtví konfederační ostřelovači a zjistil, že stejný padlý byl fotografován o několik metrů dál na jiném místě. Zdá se, že Gardner nebyl s kompozicí spokojen, a nechal těla různě zpřeházet. Vytvářel tak vlastní verzi reality. Rayovu analýzu ještě rozšířil v roce 1975 William Frassanito.
George N. Barnard (1819–1902) byl americký fotograf známý především svými snímky z americké občanské války. Po vypuknutí války byl Barnard posílán fotografovat na různá místa ve Virginii a okolí města Washingtonu. Obzvláště se zvýšila poptávka po portrétech vojáků, dokumentoval mnoho významných bitev a míst, spolupracoval s Timothy H. O'Sullivanem, Alexandrem Gardnerem a dalšími asistenty slavného fotografa Mathew Bradyho. V roce 1864 spolu s generálem Williamem Tecumsehem Shermanem dokumentoval bitvu za Atlantu a následný pochod k moři. Výsledné snímky publikoval v roce 1866 ve své knize Photographic Views of the Sherman Campaign.
Po americké občanské válce fotografoval William Bell (1830 Anglie – 1910 USA) zranění a choroby vojáků pro muzeum Army Medical Museum. Velkou část roku 1865 strávil fotografickou dokumentací různých poranění, nemocí a amputací, z nichž mnohé byly publikovány v knize Medical and Surgical History of the War of the Rebellion (Historie medicíny a chirurgie válečné vzpoury).
James Ricalton (1844–1929) v roce 1891 opustil svou práci, aby se mohl stát profesionálním fotografem a válečným zpravodajem. Po dobu příštích 15 let fotografoval a zaznamenával události z španělsko-americké války (1898–1899), boxerské povstání v Číně (1900) a rusko-japonskou válku (1904–1905). Když se pokusil vyfotografovat japonské vojáky v zákopech během obléhání Port Arturu, byl držen ve vazbě až do té doby, co zaměstnanci generála Nogi Maresukeho potvrdili, že se jedná o amerického fotografa, který může fotografovat co chce.
Luis Ramón Marín (1884–1944) během španělské občanské války pořídil obrovské množství fotografií, zejména během obléhání Madridu.
Jako jeden z předchůdců významných fotografů z druhé světové války je uznáván také voják Tony Vaccaro. Svým skromným aparátem Argus C3 zachycoval hrůzné okamžiky války. Robert Capa, který fotografoval již ve válce ve Španělsku a padl v roce 1954 ve válce v Indočíně, stejným aparátem zachycoval stěžejní momenty světového válečného konfliktu v Den D na pláži Omaha.

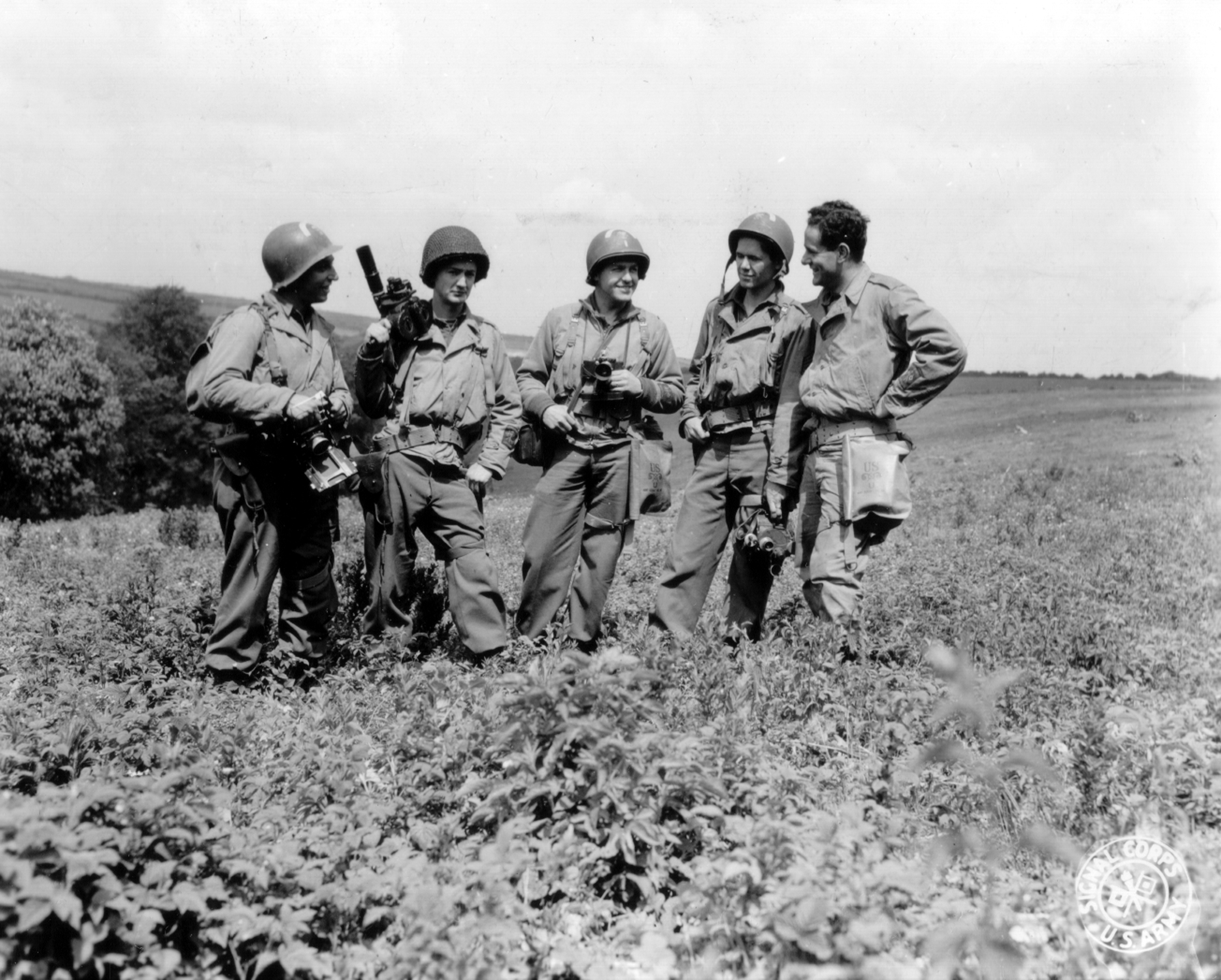
Váleční fotografové v bitvě o Normandii

V období druhé světové války působili i další fotografové jako například David Seymour, Dmitrij Baltermanc, Anatolij Garanin, Boris Kudojarov, Jevgenij Chalděj, Michail Trachman, Arkadij Šajchet, Galina Saňková; a také čeští fotografové: Zdeněk Tmej, Jindřich Marco, Oldřich Straka, Karel Ludwig, Václav Jírů, Václav Chochola, Ladislav Sitenský nebo Karel Hájek.

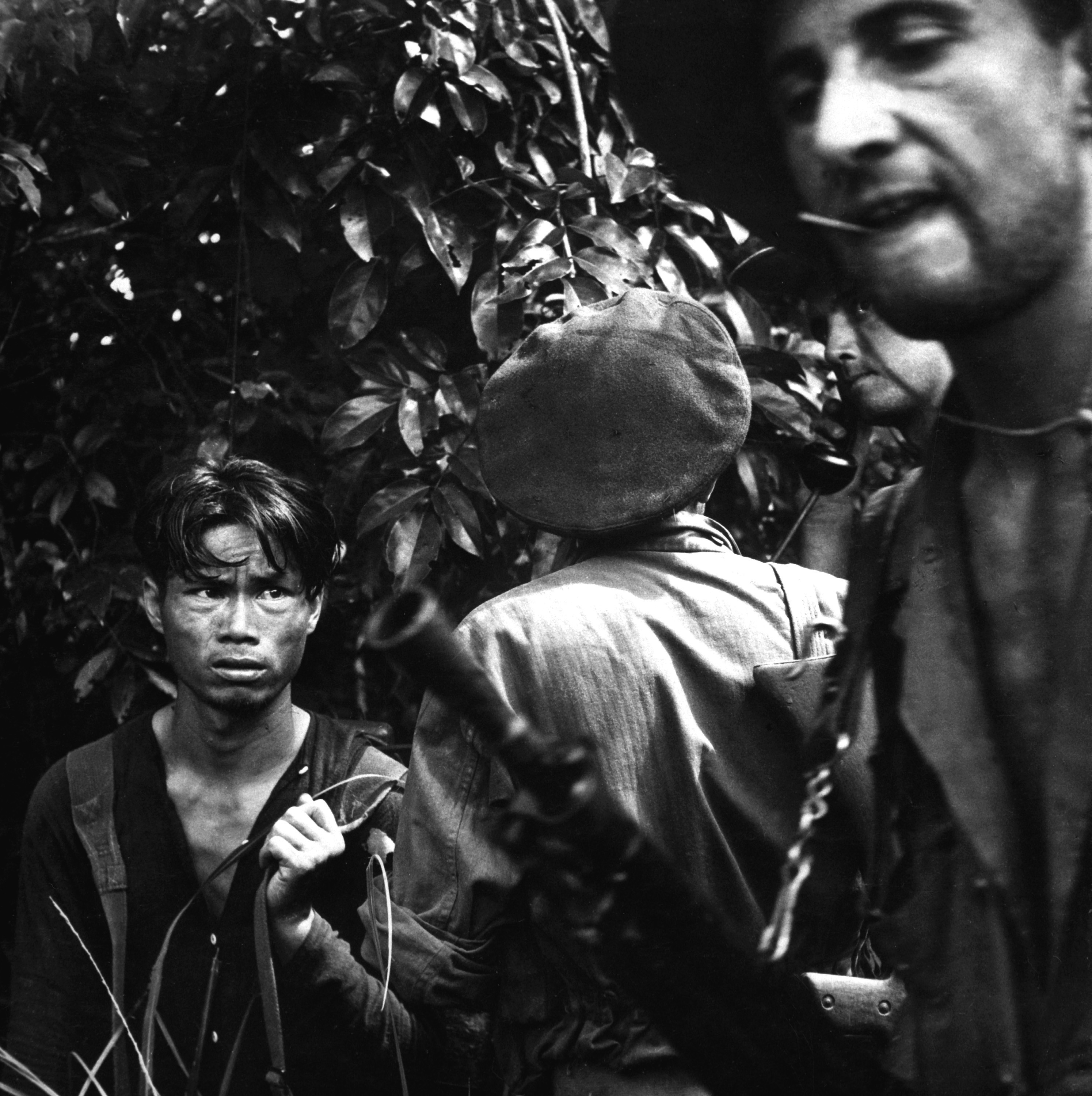
Francouzská Cizinecká legie ve válce v Indočíně, 1954

V období 1946–1954 se pozornost fotografů přesunula na válku v Indočíně. Od 70. let do současnosti se válečné reportážní fotografii věnují fotografové Donald McCullin, Philip Jones Griffith nebo James Nachtwey. Mezi novodobé válečné fotografy se řadí Ron Haviv, John Stanmeyer, Christopher Morris, Alexandra Boulat i český fotograf Antonín Kratochvíl.

## Významní fotografové
Německo
V dánsko-německé válce v roce 1864 fotografovali Christian Friedrich Brandt a Charles Junod, kteří většinu snímků pořídili na stereo formát. V německo-francouzském konfliktu v letech od roku 1870 do roku 1871 fotografovali většinou zcela neznámí fotografové (až na Carla Friedricha Myliuse z Frankfurtu).
- Christian Friedrich Brandt (1823–1891) byl německý průkopník umělecké fotografie. Zvláště důležité z historického hlediska jsou snímky, které jako jeden z pouhých čtyř fotografů pořídil během dánsko-německé války krátce po boji. Po snímcích z krymské války jsou tyto fotografie jedněmi z prvních válečných fotografií v Evropě.

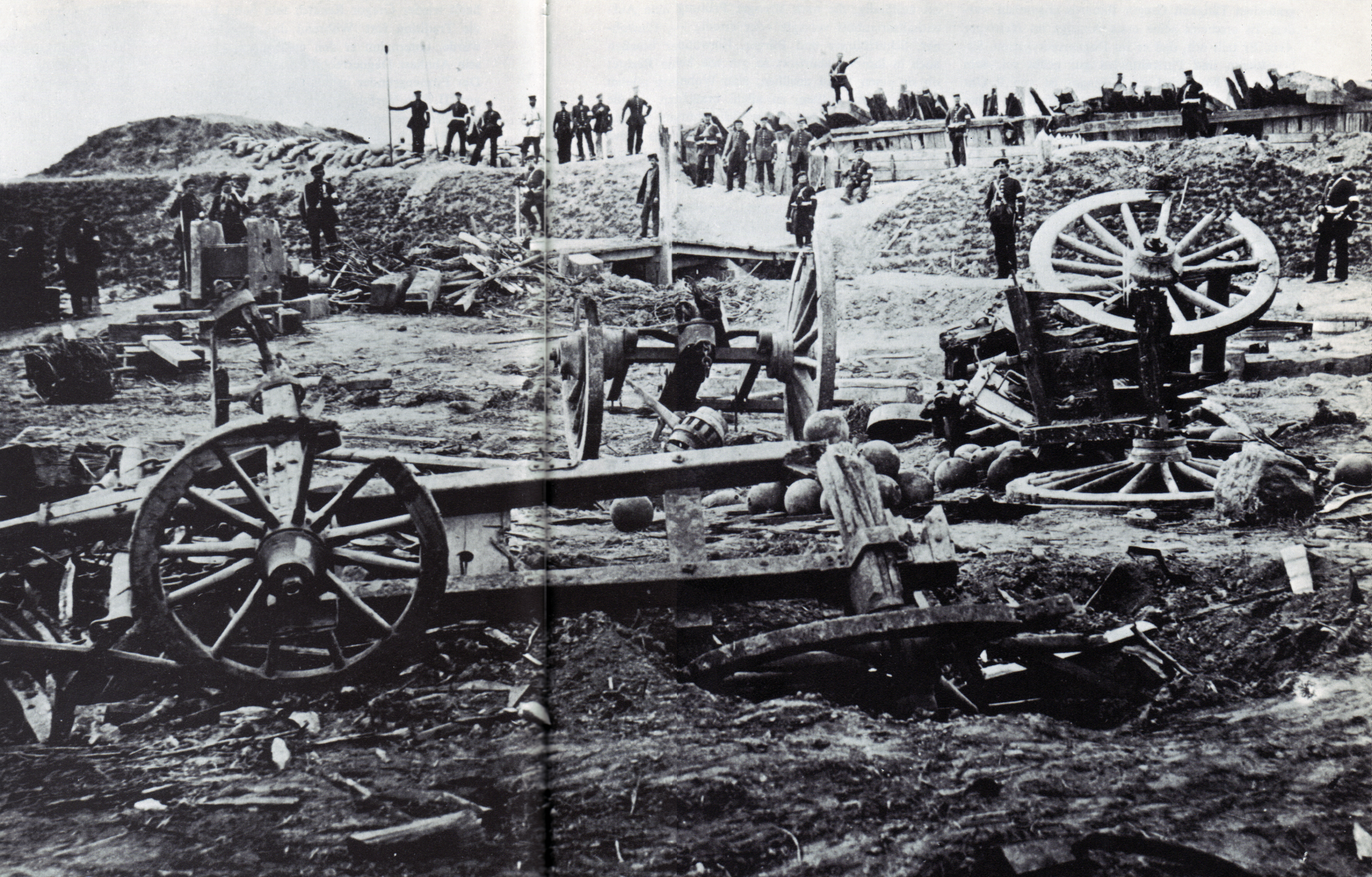
Friedrich Brandt: Bitva Düppeler Schanzen, fotografováno den po skončení bitvy, Düppel-Album, 1864
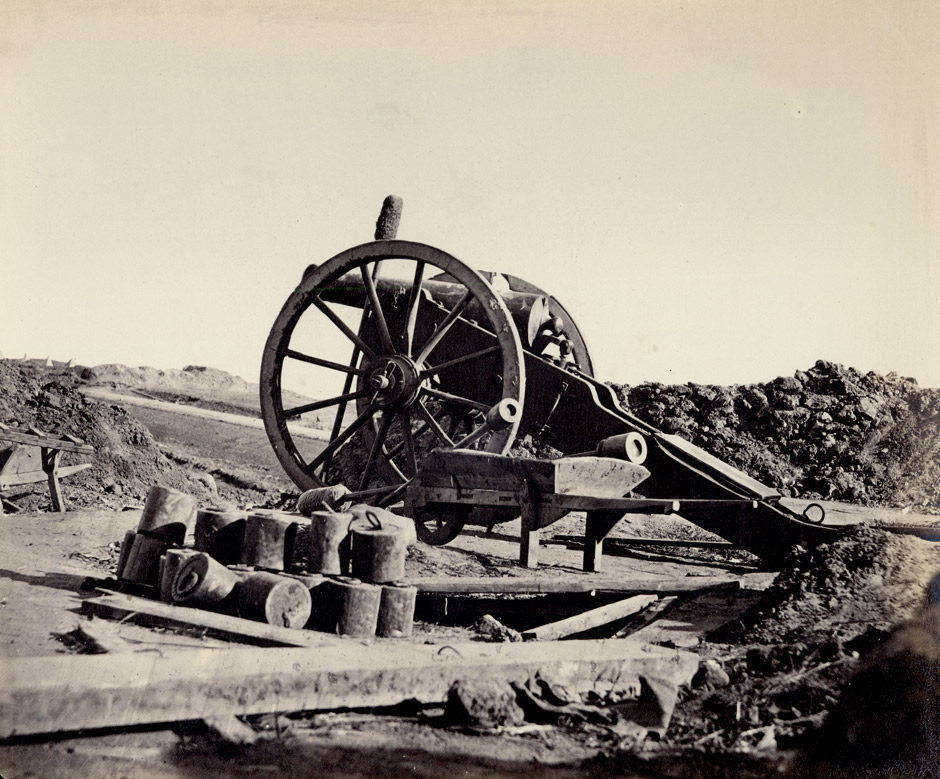
Friedrich Brandt: Düppel-Album, 1864
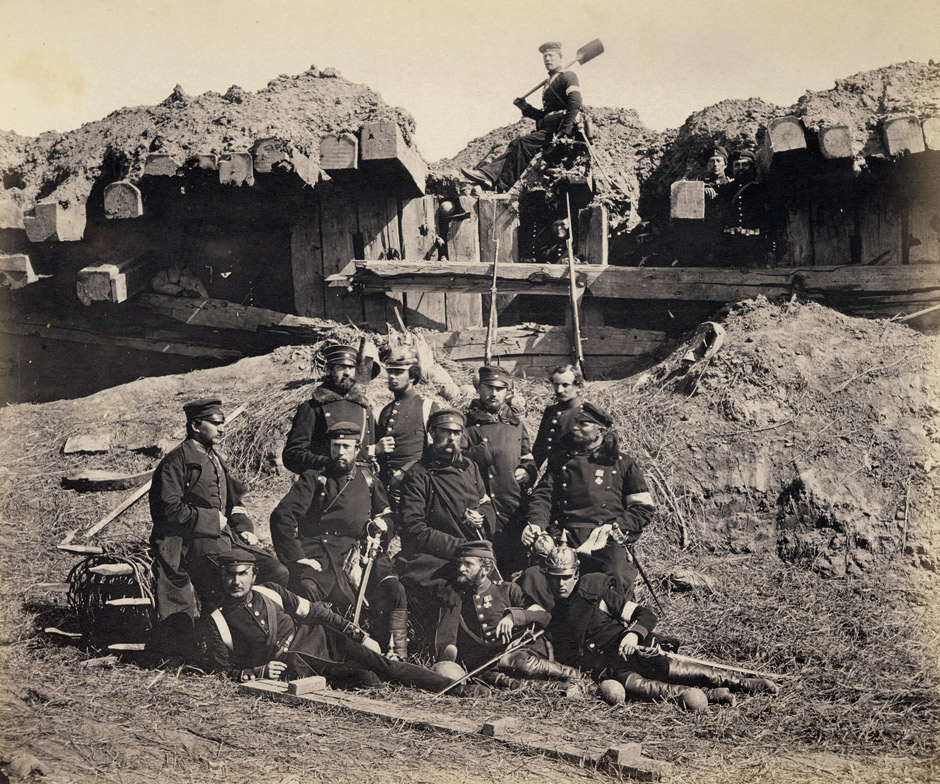
Friedrich Brandt: Düppel-Album, 1864

- Paul Sinner (1838–1925, Německo) je považován za nejvýznamnějšího představitele své profese v Tübingenu a jednoho z nejvýznamnějších fotografů Württemberska. Byl jedním z prvních německých válečných fotografů.[13] Během šedesátých let pořídil mobilní kabinu, kterou předělal na temnou komoru. Mobilní fotokomora mu dobře sloužila během Prusko-francouzské války v letech 1870/71, kdy fotografoval vojáky jdoucí do Alsaska. Mobilní temnou komoru později zakoupilo Německé muzeum v Mnichově, kde je vystavena ve stálé expozici "Fotografie a film".[14]
- Lee Millerová dokumentovala Buchenwald a Dachau
- Julien Hequembourg Bryan (1899 USA–1974) je nejznámější díky svým dokumentům každodenního života v Polsku, SSSR a nacistickém Německu v letech 1935 až 1939.
- Margaret Bourke-White dokumentovala Auschwitz

Rusko
- Roger Fenton, první válečný fotograf v krymské válce, 1855

Polsko
- Julia Pirotte (1908 – 2000)

Norsko
Ole Friele Backer byl norský válečný fotograf, od dubna 1940 fotografoval válku a důsledky německého útoku na Norsko. Fotografie byly publikovány v zahraničí a Backer musel uprchnout do spojeného Království na palubě MK "Sjølivet". Byl zaměstnán jako fotograf norské vládní informační kanceláře v Londýně. Dokumentoval norskou královskou rodinu a činnost vlády v exilu, fotografoval norský vojenský personál, válečné námořníky a další Nory v exilu. Jeho fotografie si získaly širokou publicitu a byly publikovány v Británii stejně jako ve Spojených státech.

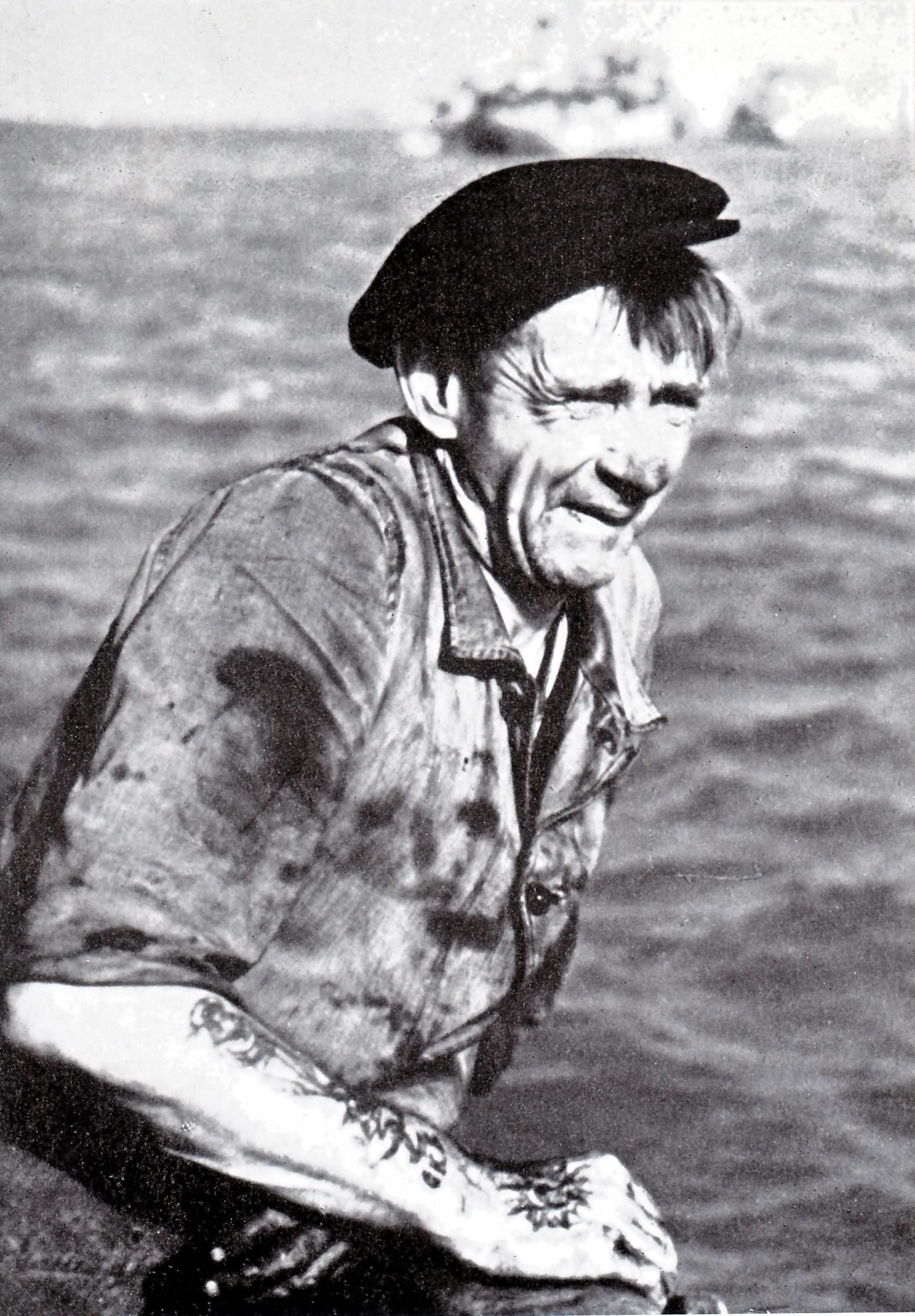
Ole Friele Backer: Bitva v Normandii, 1944, fotografie byla použita na obálce časopisu Picture Post

USA
- Mathew B. Brady a Timothy H. O’Sullivan dokumentovali Americkou občanskou válku
- Robert Capa – občanská válka ve Španělsku, druhá čínsko-japonská válka, druhá světová válka, válka o nezávislost Izraela, válka v Indočíně
- Dickey Chapelle (1919 – 1965) – Vietnam.
- Joe Rosenthal – druhá světová válka v Pacifiku, tvůrce slavné fotografie Vztyčování vlajky na Iwodžimě

Ostatní
- Frank Hurley V roce 1917 se připojil k Australské Imperial Force (AIF) jako čestný kapitán a zachytil mnoho scén bojiště během bitvu u Passchendaele. V souladu s jeho dobrodružným duchem podstupoval při práci značná rizika. Jeho spolupráce s AIF skončila v březnu 1918. Hurley také sloužil jako válečný fotograf během druhé světové války.
- William Rider-Rider (1889, Stamford Hill – 1979) byl britský válečný fotograf,[17] který od června roku 1917 do prosince 1918 pracoval pro kancelář Canadian War Records Office. Dokumentoval kanadské vojáky v první světové válce.
- Ken Bell (1914–2000) jako poručík v armádní jednotce pro film a fotografii (Canadian Army Film and Photo Unit) byl při fotografování a natáčení osvobození Francie, Belgie a Holandska a nakonec dokumentoval okupaci Německa. Podílel se na dokumentaci přistání v Normandii, mnoho jeho fotografií bylo pořízeno na barevný film – poprvé v kanadské armádě – na veřejnost se však dostaly až po dvaceti letech. Jedná se o jediné dochované barevné fotografie vylodění v Normandii. Členové CFPU byly často ve frontové linii, někdy i před ní. Například při osvobozování Dieppe v roce 1944, v době kdy Manitoba Dragoons očekávali rozkazy, členové CFPU včetně Kena Bella a Briana O'Regana byli prvními spojeneckými vojáky, kteří vstoupili do města.
- George Silk
- Nick Ut (* 1951) je vietnamsko-americký fotograf pracující pro agenturu Associated Press (AP) z Los Angeles, Kalifornie. Jeho nejznámější fotografií je snímek Phan Thị Kim Phúc, kterou zachytil jako nahou 9letou dívku popálenou napalmem běžící směrem k fotoaparátu po silnici u vesnice Trang Bang v průběhu Vietnamské války. Snímek získal v témže roce cenu World Press Photo[18] a o rok později také Pulitzerovu cenu.[19]
- Eddie Adams
- James Nachtwey
- Patrick Chauvel (* 1949) je francouzský nezávislý válečný fotograf. Během svého života fotografoval téměř dvacet válečných konfliktů. Mezi ty nejvýznamnější patří šestidenní válka a válka ve Vietnamu.

## Nejznámější fotografie

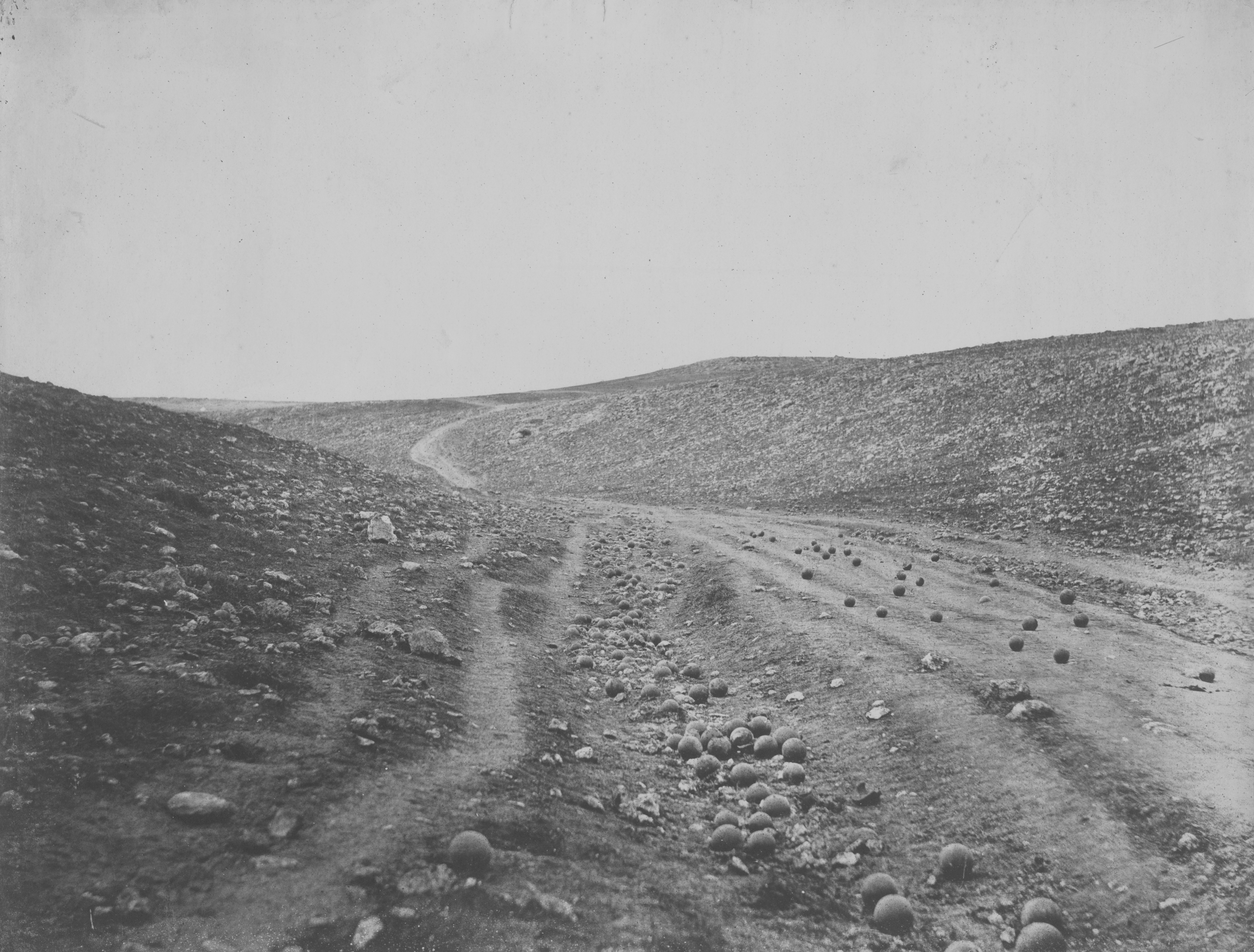
Roger Fenton: Údolí stínu smrti s cestou plnou dělostřeleckých koulí, 1855

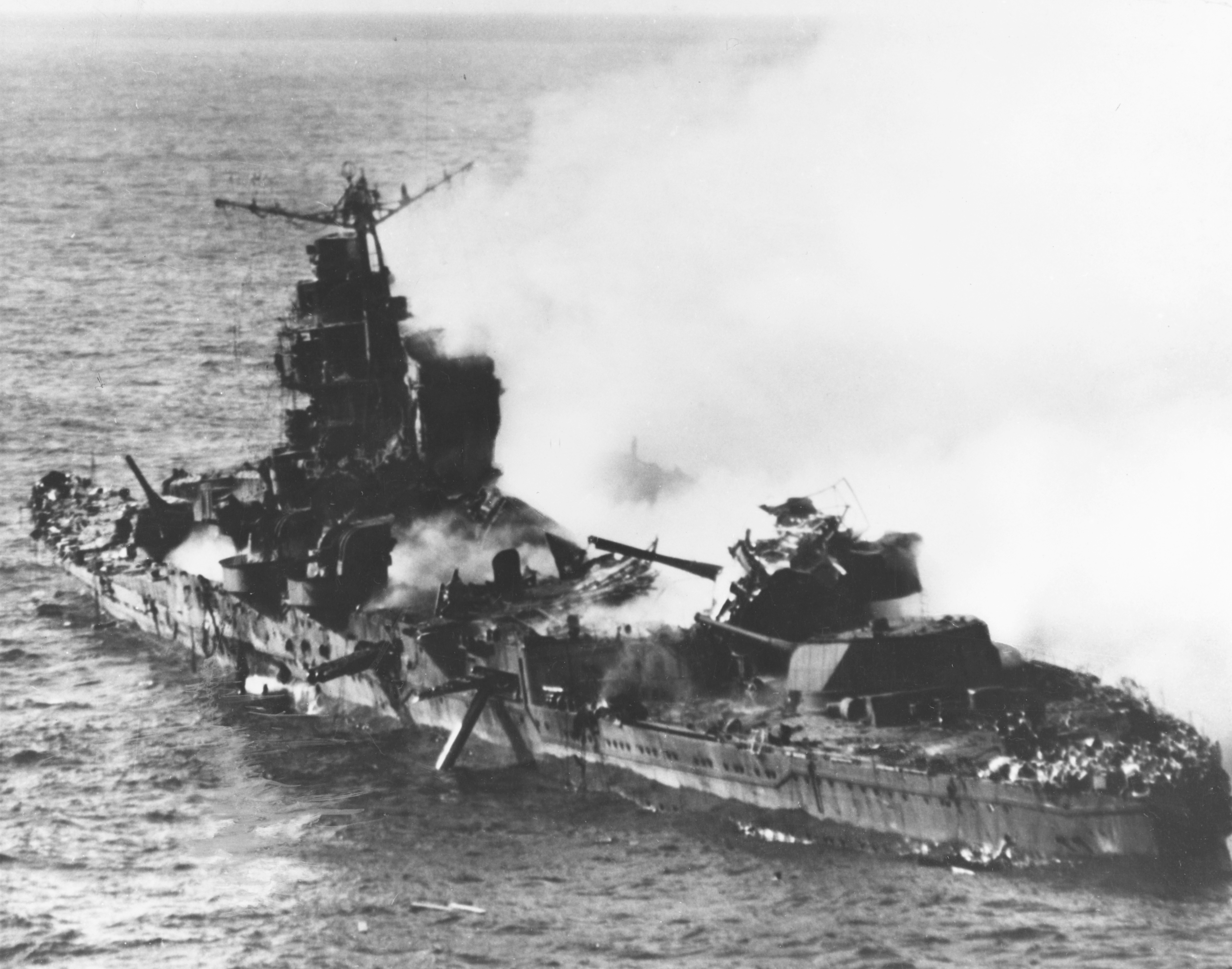
Pohled na záď a levobok japonského těžkého křižníku Mikuma krátce před potopením v závěrečné fázi bitvy u Midway. Podle Parshall & Tully „jedna z nejslavnějších fotografií války“, kterou pořídil J. A. Mihalovic letící v SBD 6-S-18 od VS-6 z USS Enterprise

Roger Fenton fotografoval krymskou válku a také krajinu blízko Light Brigade příznačně popsaném v proslulém Tennysonově snímku Útok lehké brigády jako Údolí smrti). Fenton pojmenoval své fotografie podobně: Údolí stínu smrti. V tomto údolí byly pořízeny dva obrázky. Jeden s několika dělovými koulemi na silnici, druhý pouze s prázdnou silnicí. Názory na to, jaký snímek byl pořízen jako první, se liší. Režisér Errol Morris napsal řadu pojednání o důkazech. Došel k závěru, že fotografie bez dělových koulí byla pořízena jako první, ale zůstává nejisté, kdo přesunul koule na silnici v druhém obrázku? Byly záměrně umístěny na silnici Fentonem k posílení image, nebo koule z příkopu vyndali vojáci, aby je mohli znovu použít? Fotografie měly být použity ke zmírnění obecné averze britského národa k nepopulární válce a ke zmaření protiválečného zpravodajství The Times. Fotografie proto byly zveřejněny v méně kritickém Illustrated London News. Fenton se bránil vytváření obrázků mrtvých, zraněných nebo zmrzačených vojáků.
Podle Parshall & Tully je „jednou z nejslavnějších fotografií války“ ta, kterou pořídil J. A. Mihalovic dne 6. června 1942. Je na ní pohled na záď a levobok japonského těžkého křižníku Mikuma krátce před potopením v závěrečné fázi bitvy u Midway. Autor jí pořídil během letu v SBD 6-S-18 od VS-6 z USS Enterprise.
Mezi další známé fotografie patří Vztyčení vlajky nad Reichstagem, kterou pořídil v květnu 1945 Jevgenij Chalděj. Jedná se o záběr vztyčování vítězné sovětské vlajky nad budovou Říšského sněmu v Berlíně. Její autor nezachytil autentickou scénu, celý záběr naaranžoval dva dny po skutečném umístění vlajky nad Berlínem. Chalděj později přiznal, že jednomu vojákovi vymazal hodinky na pravé ruce, protože je měl na obou zápěstích. Motiv fotografie se dokonce dostal na německou poštovní známku v roce 1970, která byla vydaná u příležitosti 25. výročí osvobození od nacismu. Původní voják se jmenoval Michail Minin, který jako 23letý vyšplhal na střechu budovy 30. dubna 1945 ve 22:40, tedy v době, kdy na reportážní fotografování byla již tma.

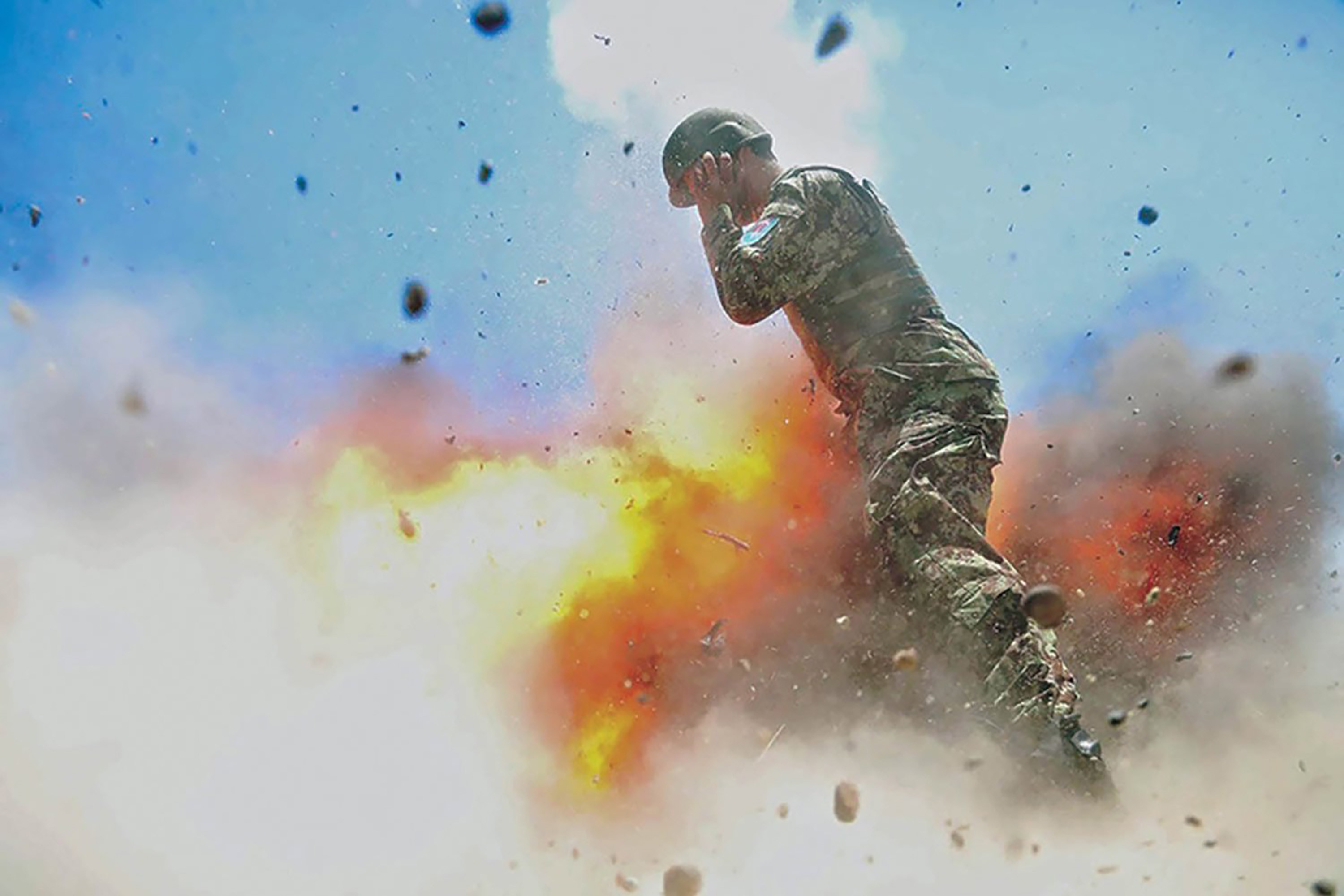
Hilda Clayton: Výbuch minometu, který způsobil smrt jí a čtyřem dalším lidem, 2013